# Rosenstedt
Rosenstedt var en svensk adelsätt, som utgick efter endast en generation. Det är också ett släktnamn, utan känt geneologiskt samband med adelsätten.
Den adliga ätten härstammar från Petrus Petri Björkskogiensis från Köping, som efter en tid som skolrektor i Falun år 1632 blev kyrkoherde i Gagnefs socken. Hans son, Petrus Petri Gangius var filosofie magister när han 1665 blev eloquentie lektor vid Västerås gymnasium. Han blev snart därefter prost vid Salberget och sedan i Stora Tuna socken. Petrus Gangius hustru, Christina Teet, var adlig och dotter till burggreven i Falun Henrik Mårtensson Teet och Anna Troilia. Christina Teet blev i yngre tonåren faderlös, och modern gifte då om sig med Nicolaus Johannis Rudbeckius.
Christina Teet och Petrus Gangius hade flera barn, däribland Henrik Petersson Gangius, som föddes 1665 i Västerås. Denne blev efter studier vid Uppsala universitet extra ordinarie vid Riksarkivet för att sedan bli krigsfiskal med tjänst förlagd ute i fält, stabsauditör i Wismar och auditör vid Buchwalds regemente. Sistnämnda tjänst hade han då han 1693 adlades mad namnet Rosenstedt, och när han 1699 introducerades på nummer 1353. Rosenstedt blev sedermera assessor vid Svea hovrätt och hovrättsråd där.
Rosenstedt var gift med Christina Göthe, vars far assessorn Samuel Eosander adlats med namnet Göthe. Paret fick sex döttrar och ingen son. Därmed slöt Henrik Rosenstedt själv sin adliga ätt på svärdssidan när han avled 1729. En av döttrarna, Hedvig Rosenstedt, gifte sig med löjtnamnt Fabian Wilhelm von Pillar de Pitkau och utvandrade till Livland. En äldre syster till henne, Henrietta Catharina Rosenstedt, var gift med överstelöjtnant Daniel Barkenbom. Två systrar till dem var gifta med var sin kunglig livdrabant, av ätterna Nieroth och von Böcker.